# Campionati del mondo di mountain bike - Cross country femminile Under-23
Il cross country femminile Under-23 è una delle prove inserite nel programma dei campionati del mondo di mountain bike. Si corre dall'edizione 2006.

## Albo d'oro
Aggiornato all'edizione 2022.
| Anno | Vincitrice            | Seconda                | Terza                      |
| ---- | --------------------- | ---------------------- | -------------------------- |
| 2006 | Ren Chengyuan         | Liu Ying               | Sarah Koba                 |
| 2007 | Liu Ying              | Ren Chengyuan          | Elisabeth Osl              |
| 2008 | Tanja Žakelj          | Nathalie Schneitter    | Aleksandra Dawidowicz      |
| 2009 | Aleksandra Dawidowicz | Alexandra Engen        | Julie Bresset              |
| 2010 | Alexandra Engen       | Annie Last             | Paula Gorycka              |
| 2011 | Julie Bresset         | Annie Last             | Pauline Ferrand-Prévot     |
| 2012 | Jolanda Neff          | Yana Belomoina         | Paula Gorycka              |
| 2013 | Jolanda Neff          | Pauline Ferrand-Prévot | Yana Belomoina             |
| 2014 | Jolanda Neff          | Margot Moschetti       | Linda Indergand            |
| 2015 | Ramona Forchini       | Ol'ga Terent'eva       | Jenny Rissveds             |
| 2016 | Jenny Rissveds        | Sina Frei              | Alessandra Keller          |
| 2017 | Sina Frei             | Kate Courtney          | Alessandra Keller          |
| 2018 | Alessandra Keller     | Sina Frei              | Marika Tovo                |
| 2019 | Sina Frei             | Laura Stigger          | Loana Lecomte              |
| 2020 | Loana Lecomte         | Kata Blanka Vas        | Ceylin del Carmen Alvarado |
| 2021 | Mona Mitterwallner    | Laura Stigger          | Caroline Bohe              |
| 2022 | Line Burquier         | Puck Pieterse          | Sofie Pedersen             |

## Medagliere
| Pos.   | Nazione       | Oro | Argento | Bronzo | Totale |
| ------ | ------------- | --- | ------- | ------ | ------ |
| 1      | Svizzera      | 7   | 3       | 4      | 14     |
| 2      | Francia       | 3   | 2       | 3      | 8      |
| 3      | Cina          | 2   | 2       | 0      | 4      |
| 4      | Svezia        | 2   | 1       | 1      | 4      |
| 5      | Austria       | 1   | 2       | 1      | 4      |
| 6      | Polonia       | 1   | 0       | 3      | 4      |
| 7      | Slovenia      | 1   | 0       | 0      | 1      |
| 8      | Gran Bretagna | 0   | 2       | 0      | 2      |
| 9      | Paesi Bassi   | 0   | 1       | 1      | 2      |
| 9      | Ucraina       | 0   | 1       | 1      | 2      |
| 11     | Russia        | 0   | 1       | 0      | 1      |
| 11     | Stati Uniti   | 0   | 1       | 0      | 1      |
| 11     | Ungheria      | 0   | 1       | 0      | 1      |
| 14     | Danimarca     | 0   | 0       | 2      | 2      |
| 15     | Italia        | 0   | 0       | 1      | 1      |
| Totale | Totale        | 17  | 17      | 17     | 51     |

| Pos. | Atleta                | Oro | Argento | Bronzo | Totale |
| ---- | --------------------- | --- | ------- | ------ | ------ |
| 1    | Jolanda Neff          | 3   | 0       | 0      | 3      |
| 2    | Sina Frei             | 2   | 2       | 0      | 4      |
| 3    | Ren Chengyuan         | 1   | 1       | 0      | 2      |
| 3    | Liu Ying              | 1   | 1       | 0      | 2      |
| 3    | Alexandra Engen       | 1   | 1       | 0      | 2      |
| 6    | Alessandra Keller     | 1   | 0       | 2      | 3      |
| 7    | Aleksandra Dawidowicz | 1   | 0       | 1      | 2      |
| 7    | Julie Bresset         | 1   | 0       | 1      | 2      |
| 7    | Jenny Rissveds        | 1   | 0       | 1      | 2      |
| 7    | Loana Lecomte         | 1   | 0       | 1      | 2      |